# Yutch'Én
Yutch'Én är en ort i Mexiko.   Den ligger i kommunen Larráinzar och delstaten Chiapas, i den sydöstra delen av landet, 700 km öster om huvudstaden Mexico City. Yutch'Én ligger 1 488 meter över havet och antalet invånare är 127.
Terrängen runt Yutch'Én är kuperad åt sydost, men åt nordväst är den bergig. Runt Yutch'Én är det ganska tätbefolkat, med 166 invånare per kvadratkilometer. Närmaste större samhälle är Bochil, 12,3 km väster om Yutch'Én. I omgivningarna runt Yutch'Én växer i huvudsak städsegrön lövskog.